# Géjza Valent
Géjza Valent (* 3. Oktober 1953 in Prag; † 6. Oktober 2024) war ein tschechoslowakischer Diskuswerfer.

## Sportliche Laufbahn
1982 wurde er Sechster bei den Europameisterschaften in Athen, und 1983 gewann er die Bronzemedaille bei den Weltmeisterschaften in Helsinki.
Einem fünften Platz bei den Europameisterschaften 1986 in Stuttgart folgte ein neunter bei den Weltmeisterschaften 1987 in Rom. Bei den Olympischen Spielen 1988 in Seoul kam er auf den sechsten Rang, und bei den Europameisterschaften 1990 in Split wurde er Neunter.
1987 und 1989 wurde er nationaler Meister. Seine persönliche Bestweite von 69,70 m stellte er am 26. August 1984 in Nitra auf.
Géjza Valent startete für den AK Olomouc.

## Tod
Géjza Valent verstarb drei Tage nach seinem 71. Geburtstag.